# Behaviour Interactive
Behaviour Interactive Inc. — канадський розробник відеоігор, що базується в Монреалі. Студія найбільш відома завдяки грі Dead by Daylight.

## Історія
Компанія була заснована в 1992 році в Квебеку під назвою Megatoon. Через два роки нинішній генеральний директор і виконавчий продюсер компанії Ремі Расінь став співзасновником монреальської компанії Multimedia Interactive (MMI), яка займалася розробкою інтерактивного розважального програмного забезпечення для CD-ROM. Обидві компанії були продані Malofilm Communications у 1996 році, а через рік вони були об'єднані в Behaviour Interactive, генеральним менеджером якої став Расінь. У 1997 році студія випустила гру Jersey Devil для PlayStation, а згодом і для Windows. 3D-платформер став першою консольної грою, повністю зробленою в Квебеку. Розповсюджувана компанією Sony, Jersey Devil привернула увагу Infogrames Entertainment, яка звернулася до Behaviour з проханням випустити те, що згодом стало Bugs Bunny: Lost in Time, що вийшла у 1999 році.

### Artificial Mind & Movement
У 1999 році Расінь і кілька інвесторів викупили студію, але їм довелося перейменувати її, змінивши назву у 2000 році на Artificial Mind & Movement Inc. (A2M). Як A2M, студія продовжила працювати над проектами на замовлення, створюючи ігри для таких клієнтів, як Konami, Sony Computer Entertainment, Ubisoft, Disney Interactive Studios, Nintendo, EA та Activision. У листопаді 2008 року компанія придбала у Activision Blizzard компанію Wanako Games з Сантьяго, яка була першою і найбільшою південноамериканською ігровою студією. Як A2M, студія продовжила зосереджуватися на створенні оригінальних ігор, випустивши Scaler (2004), Wet (2009) та Naughty Bear (2010). Остання гра розійшлася тиражем понад 800 000 копій на консолях і заклала основу для проривної оригінальної гри студії Dead by Daylight.

### Behaviour Interactive
8 листопада 2010 року компанія Artificial Mind & Movement оголосила, що повертається до назви Behaviour Interactive. Частково це було пов'язано зі збільшенням виробництва оригінальних ігор і, як наслідок, сильнішою присутністю в ігровій спільноті, частково - з доступністю оригінальної назви, а частково - з одним конкретним непристойним тлумаченням ініціалів «A2M».
Студія продовжує співпрацювати з великими клієнтами, продовжуючи інвестувати в оригінальні ігри. У 2016 році Behaviour випустила Dead by Daylight, багатокористувацьку гру в жанрі survival horror, видану шведською компанією Starbreeze. За перші два місяці Dead by Daylight розійшлася накладом понад 1 мільйон копій, а до 2022 року в неї грали понад 50 мільйонів гравців по всьому світу. У 2018 році Behaviour придбала права на видання гри у Starbreeze за 16 мільйонів доларів США. Значною мірою завдяки успіху гри доходи Behaviour зросли з 25 мільйонів канадських доларів у 2015 році до 225 мільйонів канадських доларів у 2021 році.
У квітні 2022 року Behaviour оголосила про відкриття нового офісу в Торонто. У студії заявили, що в офісі працюватимуть щонайменше 50 співробітників, які працюватимуть над проектами в трьох підрозділах Behaviour.
У травні 2022 року було оголошено, що Behaviour Interactive придбала студію Midwinter Entertainment, що базується в Сіетлі.
Наступна велика відеогра Behaviour, Meet Your Maker, вийшла у квітні 2023 року на ПК, PlayStation 4/5 та Xbox One, Series X/S. Гра була анонсована як «постапокаліптична будівельно-рейдерська гра від першої особи, де кожен рівень розроблений гравцями для гравців».
Влітку 2022 року Behaviour випустила Hooked on You, симулятор знайомств, спін-офф франшизи Dead by Daylight, і файтинг Flippin Misfits. Обидві гри були представлені разом із Meet Your Maker на першому шоукейсі «Behaviour Beyond», присвяченому новим і майбутнім релізам, який транслювався в серпні 2022 року.
У лютому 2023 року було оголошено, що Behaviour придбала британського розробника відеоігор SockMonkey Studios, який тепер називається Behaviour UK - North.
У березні 2023 року було оголошено, що фільм за мотивами Dead by Daylight перебуває в розробці за участю Blumhouse Productions, Atomic Monster і Striker Entertainment, які є співпродюсерами.
У травні 2023 року Concordia University в Монреалі оголосив про створення нової дослідницької кафедри з дизайну відеоігор, що фінансується Behaviour, на факультеті дизайну та комп'ютерних мистецтв. Behaviour виділить 2 мільйони доларів на фінансування дослідницької кафедри протягом наступних 10 років.
У липні 2023 року Behaviour оголосила про відкриття нової студії в Труро, Корнуолл, під назвою Behaviour UK - South.
У серпні 2023 року Behaviour придбала нідерландського розробника відеоігор Codeglue, перейменувавши його на Behaviour Rotterdam.
У листопаді 2023 року Behaviour оголосила, що гра Dead by Daylight подолала позначку в 60 мільйонів гравців.

### Підрозділи компанії
Діяльність Behaviour поділяється на три бізнес-підрозділи - Studios, Digital і Business Solutions. Підрозділ Studios надає послуги з розробки відеоігор та розважальних програм для найбільших компаній індустрії розваг, таких як Disney, Sony, Activision, Warner Bros., Ubisoft, HBO та Nintendo. Підрозділ Digital виробляє оригінальний контент Behaviour, включаючи Dead by Daylight. Підрозділ Business Solutions застосовує ігрові технології для вирішення бізнес-завдань таких корпоративних клієнтів, як Bombardier, CAE та CN Rail.

### Скасування кризового часу
Behaviour Interactive потрапила в заголовки газет як одна з перших студій відеоігор, яка скасувала «критичний час» - суперечливу, але поширену практику в індустрії відеоігор, яка вимагає від працівників працювати довше, часто неоплачувану роботу, щоб встигнути до завершення проєкту. Ця політика допомогла Behaviour отримати звання одного з найкращих робочих місць Канади за версією gamesindustry.biz у 2018 році, а також у 2021 та 2022 роках.

## Відеоігри

### Як Artificial Mind & Movement
| Назва                                           | Рік  | Платформа                 | Видавець                               |
| ----------------------------------------------- | ---- | ------------------------- | -------------------------------------- |
| The Grinch                                      | 2000 | PS, PC, DC                | Konami                                 |
| Bugs Bunny & Taz: Time Busters                  | 2000 | PS, PC                    | Infogrames                             |
| Smurf Racer!                                    | 2001 | PS                        | Infogrames                             |
| Monsters, Inc. Scream Team                      | 2001 | PS, PS2, PC               | Sony Computer Entertainment            |
| Ice Age                                         | 2002 | GBA                       | Ubisoft                                |
| Scooby-Doo! Mystery Mayhem                      | 2003 | GBA, PS2, GC, Xbox        | THQ                                    |
| Carmen Sandiego: The Secret of the Stolen Drums | 2004 | PS2, GC, Xbox             | BAM! Entertainment                     |
| Home on the Range                               | 2004 | GBA                       | Buena Vista Games                      |
| Disney's Kim Possible 2: Drakken's Demise       | 2004 | GBA                       | Buena Vista Games                      |
| Scaler                                          | 2004 | PS2, GC, Xbox             | Take-Two Interactive                   |
| Get On Da Mic                                   | 2004 | PS2                       | Eidos Interactive                      |
| Lizzie McGuire 2: Lizzie Diaries                | 2004 | GBA                       | Buena Vista Games                      |
| Disney Move                                     | 2004 | PS2 EyeToy                | Buena Vista Games                      |
| Scooby-Doo! Unmasked                            | 2005 | GBA, PS2, GC, Xbox, DS    | THQ                                    |
| Disney's Kim Possible 3: Team Possible          | 2005 | GBA                       | Buena Vista Games                      |
| That's So Raven 2: Supernatural Style           | 2005 | GBA                       | Buena Vista Games                      |
| everGirl... your way to play!                   | 2005 | GBA, PC                   | THQ                                    |
| Chicken Little                                  | 2005 | GBA                       | Buena Vista Games                      |
| Teen Titans                                     | 2005 | GBA                       | Majesco Entertainment                  |
| Ed, Edd n Eddy: The Mis-Edventures              | 2005 | GBA, PC, PS2, GC, Xbox    | Midway Games                           |
| Flow: Urban Dance Uprising                      | 2005 | PS2                       | Ubisoft                                |
| Disney's Kim Possible: Kimmunicator             | 2005 | DS                        | Buena Vista Games                      |
| Teen Titans                                     | 2006 | PS2, GC, Xbox             | THQ                                    |
| Monster House                                   | 2006 | PS2, GC, GBA, DS          | THQ                                    |
| The Ant Bully                                   | 2006 | Wii, PS2, GC, GBA, PC     | Midway Games                           |
| The Suite Life of Zack & Cody: Tipton Caper     | 2006 | GBA                       | Buena Vista Games                      |
| The Suite Life of Zack & Cody: Tipton Trouble   | 2006 | DS                        | Buena Vista Games                      |
| Teen Titans 2: The Brotherhood's Revenge        | 2006 | GBA                       | Majesco Entertainment                  |
| Disney's Kim Possible: What's the Switch?       | 2006 | PS2                       | Buena Vista Games                      |
| The Sims 2: Pets                                | 2006 | GBA                       | EA                                     |
| Happy Feet                                      | 2006 | DS, Wii, PS2, GC, GBA, PC | Midway Games                           |
| Disney's Kim Possible: Global Gemini            | 2007 | DS                        | Buena Vista Games                      |
| Drake & Josh                                    | 2007 | GBA                       | THQ                                    |
| Enchanted: Once Upon Andalasia                  | 2007 | GBA                       | Buena Vista Games                      |
| High School Musical: Livin' the Dream           | 2007 | GBA                       | Buena Vista Games                      |
| High School Musical: Makin' the Cut!            | 2007 | DS, Wii, PS2              | Buena Vista Games                      |
| Spider-Man: Friend or Foe                       | 2007 | DS, PSP                   | Activision                             |
| The Suite Life of Zack & Cody: Circle of Spies  | 2007 | DS                        | Disney Interactive Studios             |
| Power Rangers: Super Legends                    | 2007 | DS, PS2, PC               | Disney Interactive Studios             |
| High School Musical: Sing It!                   | 2007 | PS2, Wii                  | Disney Interactive Studios             |
| The Golden Compass                              | 2007 | DS                        | Sega                                   |
| High School Musical 2: Work This Out!           | 2008 | DS                        | Disney Interactive Studios             |
| Iron Man                                        | 2008 | DS, Wii, PS2, PSP, PC     | Sega                                   |
| The Mummy: Tomb of the Dragon Emperor           | 2008 | DS                        | Vivendi Games                          |
| Mercenaries 2: World in Flames                  | 2008 | PS2                       | Electronic Arts                        |
| Transformers Animated: The Game                 | 2008 | DS                        | Activision                             |
| Kung Fu Panda: Legendary Warriors               | 2008 | DS, Wii                   | Activision                             |
| Lord of the Rings: Conquest                     | 2009 | DS                        | EA                                     |
| MySims Racing                                   | 2009 | DS, Wii                   | EA                                     |
| Scene It? Bright Lights! Big Screen!            | 2009 | PS3, X360, Wii            | Warner Bros. Interactive Entertainment |
| Ice Age: Dawn of the Dinosaurs                  | 2009 | DS                        | Activision                             |
| Indiana Jones and the Staff of Kings            | 2009 | DS, Wii, PS2              | LucasArts                              |
| Shorts                                          | 2009 | DS                        | Majesco Entertainment                  |
| Wet                                             | 2009 | PS3, X360                 | Bethesda Softworks                     |
| Dante's Inferno                                 | 2010 | PSP                       | EA                                     |
| Revenge of the Wounded Dragons                  | 2010 | PS3                       | Sony Computer Entertainment            |
| Naughty Bear                                    | 2010 | PS3, X360                 | 505 Games                              |
| 3D Ultra Minigolf Adventures 2                  | 2010 | PS3, X360                 | Konami                                 |

### Як Behaviour Interactive
| Game title                                        | Year released | Platform                                                          | Publisher                                                         |
| ------------------------------------------------- | ------------- | ----------------------------------------------------------------- | ----------------------------------------------------------------- |
| Jersey Devil                                      | 1997          | PS, PC                                                            | NA Sony Computer Entertainment,EU Ocean Software                  |
| Bugs Bunny: Lost in Time                          | 1999          | PS , PC                                                           | Infogrames                                                        |
| MySims SkyHeroes                                  | 2010          | X360, Wii, PS3, DS                                                | EA                                                                |
| Doritos Crash Course                              | 2010          | X360                                                              | Microsoft Studios                                                 |
| Tetris                                            | 2011          | PSN (PS3)                                                         | EA                                                                |
| Monkey Quest                                      | 2011          | PC                                                                | Nickelodeon                                                       |
| Ghostbusters: Sanctum of Slime                    | 2011          | PSN (PS3), XLA (X360), PC                                         | Atari                                                             |
| Rango: The Video Game                             | 2011          | X360, Wii, PS3, DS                                                | EA Paramount Digital Entertainment                                |
| Transformers: Dark of the Moon                    | 2011          | Wii, 3DS, DS                                                      | Activision                                                        |
| Wipeout in the Zone                               | 2011          | X360                                                              | Activision                                                        |
| Alvin and the Chipmunks: Chipwrecked              | 2011          | Wii, DS, X360                                                     | NA Majesco Entertainment,EU 505 Games                             |
| Victorious: Hollywood Arts Debut                  | 2011          | DS                                                                | D3 Publisher                                                      |
| Voltron: Defender of the Universe                 | 2011          | PSN (PS3), XLA (X360)                                             | THQ                                                               |
| Brave: The Video Game                             | 2012          | Wii, DS, PS3, X360, PC                                            | Disney Interactive Studios                                        |
| Ice Age: Continental Drift – Arctic Games         | 2012          | Wii, 3DS, DS, X360                                                | Activision                                                        |
| Wipeout 3                                         | 2012          | Wii, Wii U, X360                                                  | Activision                                                        |
| Naughty Bear: Panic in Paradise                   | 2012          | PSN (PS3), XLA (X360)                                             | 505 Games                                                         |
| Monsters University                               | 2013          | iOS, Android                                                      | Disney Mobile                                                     |
| After Earth                                       | 2013          | iOS, Android                                                      | Reliance Games                                                    |
| Doritos Crash Course 2                            | 2013          | X360                                                              | Microsoft Studios                                                 |
| Disney's Planes                                   | 2013          | Wii, Wii U                                                        | Disney Interactive Studios                                        |
| Pacific Rim: The Mobile Game                      | 2013          | iOS, Android                                                      |                                                                   |
| Phineas and Ferb: Quest for Cool Stuff            | 2013          | Wii, Wii U, 3DS, DS, X360                                         | NA Majesco Entertainment,EU 505 Games                             |
| SpongeBob SquarePants: Plankton's Robotic Revenge | 2013          | Wii, Wii U, 3DS, DS, PS3, X360                                    | Activision                                                        |
| Zoo Tycoon: Friends                               | 2014          | Windows 8, Windows Phone                                          | Microsoft Studios                                                 |
| Middle-earth: Shadow of Mordor                    | 2014          | PS3, X360                                                         | Warner Bros. Interactive Entertainment                            |
| Pro Feel Golf                                     | 2015          | iOS, Android                                                      | Behaviour Interactive                                             |
| SpongeBob HeroPants                               | 2015          | 3DS, PS Vita, X360                                                | Activision                                                        |
| Home: Boov Pop!                                   | 2015          | iOS, Android                                                      | Behaviour Interactive                                             |
| Fallout Shelter                                   | 2015          | iOS, Android, PC, Switch, PS4, XOne                               | Bethesda Softworks                                                |
| The Peanuts Movie: Snoopy's Grand Adventure       | 2015          | 3DS, PS4, Wii U, X360, XOne                                       | Activision                                                        |
| Dead by Daylight                                  | 2016          | Android, iOS, PC, Switch, PS4, PS5, Stadia, XOne, Xbox Series X/S | Starbreeze Studios (2016 - 2018) / Behaviour Interactive (з 2018) |
| Warhammer 40,000: Eternal Crusade                 | 2016          | PC                                                                | Bandai Namco                                                      |
| Love & Hip Hop The Game                           | 2016          | iOS, Android                                                      | Behaviour Interactive                                             |
| Halo Wars: Definitive Edition                     | 2016          | XOne, PC                                                          | Microsoft Studios                                                 |
| Assassin’s Creed Rebellion                        | 2017          | iOS, Android                                                      | Ubisoft                                                           |
| Westworld                                         | 2018          | iOS, Android                                                      | Warner Bros. Interactive Entertainment                            |
| Deathgarden                                       | 2018-2019     | PS4, XOne, PC                                                     | Behaviour Interactive                                             |
| Game of Thrones: Beyond the Wall                  | 2020          | iOS, Android                                                      | Behaviour Interactive                                             |
| Hooked on You: A Dead by Daylight Dating Sim™     | 2022          | PC                                                                | Behaviour Interactive                                             |
| Meet Your Maker                                   | 2023          | PC, PS4, PS5, XOne, Xbox Series X/S                               | Behaviour Interactive                                             |
| Silent Hill: Ascension                            | 2023          | TBA                                                               | Konami                                                            |

## Позов Bethesda про порушення прав
21 червня 2018 року Bethesda Softworks подала до суду на Warner Bros. Interactive Entertainment та Behaviour Interactive через мобільну гру Westworld, засновану на науково-фантастичному телесеріалі Край «Дикий Захід», стверджуючи, що гра є «кричущою крадіжкою» Fallout Shelter, іншої мобільної гри, спільно розробленої Behaviour.
У позові, поданому до окружного суду штату Меріленд, Bethesda стверджує, що Westworld «має такий самий або дуже схожий ігровий дизайн, художній стиль, анімацію, функції та інші елементи геймплею», як і Fallout Shelter. Bethesda подала до суду за порушення авторських прав, порушення контракту і привласнення комерційної таємниці, вимагаючи суду присяжних і відшкодування збитків. У позові також стверджувалося, що Westworld ідентично відтворює деякі програмні помилки, які спочатку були присутні в Fallout Shelter. Позов було врегульовано в січні 2019 року на дружніх умовах.